# Подвиг народа
ОБД «По́двиг наро́да в Вели́кой Оте́чественной войне́ 1941—1945 гг.» — электронный банк документов, относящихся к периоду Великой Отечественной войны.
Содержимое банка данных составляют документы Центрального архива Министерства обороны Российской Федерации (ЦАМО), а именно наградные дела и документы по оперативному управлению боевыми действиями.
На 30 августа 2020 года в банке данных содержится информация о 40 391 096 награждениях.

## История
Инициатором проекта является Департамент развития информационных и телекоммуникационных технологий Министерства обороны Российской Федерации, телекоммуникационную поддержку осуществляет ОАО «Ростелеком».
Созданием и технической реализацией проекта занимается корпорация ЭЛАР.
Для оцифровки документов ЦАМО, всего около 19 млн листов, были разработаны специальные планетарные сканеры. В связи с тем, что документам по 70 лет, машинное распознавание текста не справлялось с задачей, допуская около 50 % ошибок. Для решения этой проблемы были задействованы 5000 операторов на дому, а чтобы минимизировать и их ошибки, каждый документ распознавался двумя операторами, и если их результат совпадал после машинной проверки, данные заносились в базу.
На официальном сайте Минобороны России проект называют беспрецедентным и не имеющим аналогов в мире.
Сайт был запущен в апреле 2010 года. Окончание работ по наполнению банка данных планировалось на декабрь 2012 года. Для работы с первой версией сайта требовалась установка Adobe Flash, в последующей HTML-версии это ограничение снято.
В 2012 и 2013 годах Министерство обороны совместно с Центральным музеем Великой Отечественной войны и корпорацией ЭЛАР провели 9 мая на Поклонной горе акции по популяризации проекта.
В 2015 году был запущен портал «Память народа», который объединяет базы данных ранее реализованных Министерством обороны РФ проектов о Второй мировой войне «Мемориал» и «Подвиг народа», а также содержит сведения о потерях и награждениях солдат и офицеров Первой мировой войны.
Портал — лауреат премии «Свободные знания» (2015).

## Дизайн и оформление

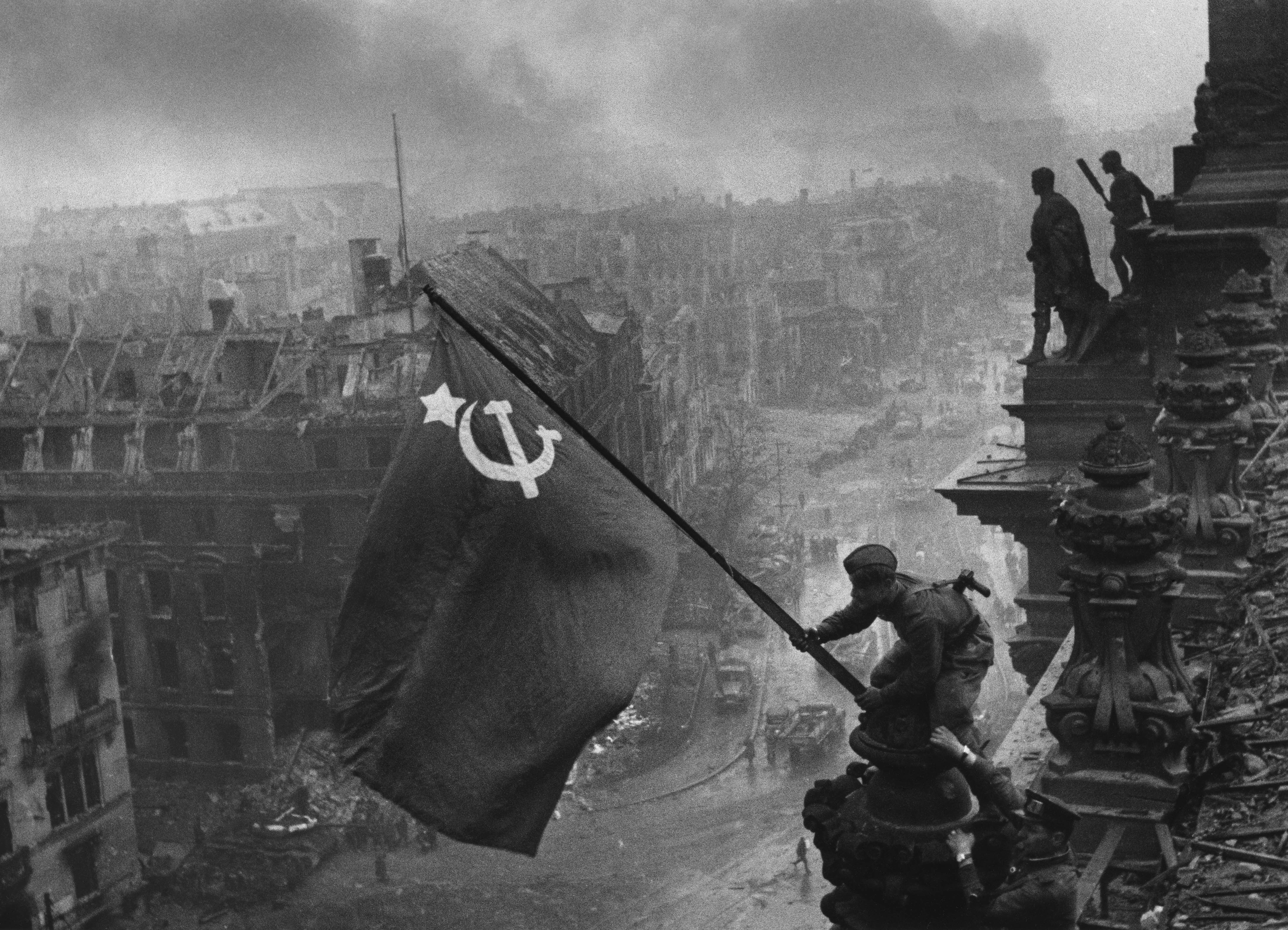
Фотография Евгения Халдея «Знамя Победы над рейхстагом»

Главная страница сайта содержит две фотографии: портрет лётчицы авиаполка «Ночные ведьмы» Натальи Меклин и фотографию установки Знамя Победы над рейхстагом.

## Проблема ограничения доступа
В начале 2010 года ограничения на доступ к ранее выложенной информации вводились на ресурсе Минобороны России ОБД «Мемориал», однако общественности удалось добиться возврата всех данных. Ограничение на доступ к персональным сведениям (которые в случае работы поисковых отрядов могли существенно облегчить идентификацию останков воинов) также вызвало негативную реакцию общественности. 12 декабря 2010 года участники форума сайта Солдат.ru обратились с письмом к президенту России, премьер-министру правительства России, председателю Совета Федерации Федерального Собрания России с просьбой восстановить доступ к закрытой информации. Через два дня появилась информация о том, что президент ознакомился с письмом и дал поручение министру обороны России разобраться в ситуации. В начале января 2011 года представитель компании «Электронный архив» сообщил, что Минобороны России распорядилось вернуть на сайт информацию о военкоматах (но не адресах) и поиск по ним.